# Ваханга

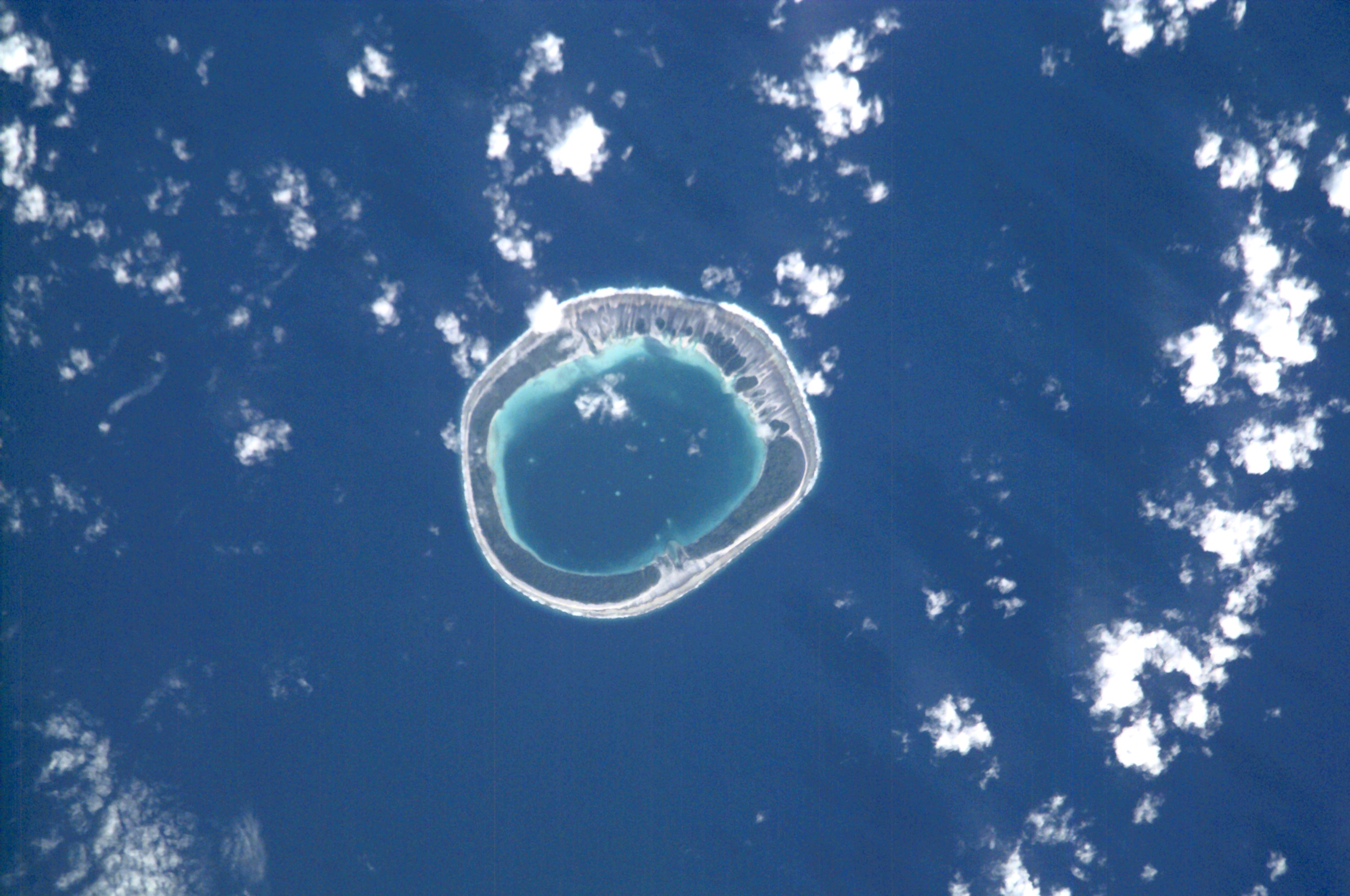
Космический снимок атолла.

Ваханга (фр. Vahanga) — атолл в архипелаге Туамоту (Французская Полинезия) в группе островов Актеон. Расположен в 225 км от острова Мангарева.

## География
Атолл имеет форму почти идеального круга. В центре расположена лагуна, полностью изолированная от океанических вод. Почти весь атолл покрыт кокосовой пальмой.

## История
Остров был открыт в 1606 году испанским путешественником Педро Фернандесом Киросом.

## Население
В 2007 году на Ваханга отсутствовало постоянное население, но была взлётно-посадочная полоса. Время от времени атолл посещают жители других островов в целях производства копры.

## Административное деление
Административно входит в состав коммуны Гамбье.